# 望月啓太
望月 啓太（もちづき けいた、1977年6月13日 - ）は、NHKの元アナウンサー、ディレクター。

## 人物
山梨県甲府市出身。山梨県立甲府第一高等学校を経て、慶應義塾大学商学部を卒業後、2000年入局。

## 嗜好・挿話
- 初任地の熊本放送局や、前橋放送局では、スポーツ実況やサイドリポート、各種中継ほかを担当[3]。
- 2008年度より『NHKニュースおはよう日本』で平日スポーツキャスターを4年間担当[3]。同時期の気象情報担当は、加藤祐子気象予報士等。
- 2012年より名古屋放送局勤務となってからは報道番組を担当。(初の報道キャスターとなる)。2015年には再び東京アナウンス室に戻り、嘗てスポーツを担当した NHKニュースおはよう日本 の平日ニュースリーダーを2年間担当し、2017年度からは 土・日・祝の正午のNHKニュースを1年間担当した。
- 2018年4月に岡山放送局赴任後、「もぎたて！」のキャスターに就任。岡山放送局のアナウンサー人員不足や過去にスポーツ実況をしていたことなどの事情で8年ぶりにスポーツ実況に回り、2019年・第101回夏の高校野球岡山県大会の準決勝＆決勝の実況を矢崎智之と共にテレビ、ラジオで担当した。2021年4月からはNHK甲府放送局に異動し、地元甲府市でニュースやスポーツの実況中継を担当[1]。2024年4月にラジオセンター（ディレクター業務）へ異動。

## 出演
☆印は現在出演（担当）中。
熊本放送局時代
- 熊本県のニュース・中継・リポート
- 各種スポーツ中継

前橋放送局時代
- 群馬県のニュース・中継・リポート
- 各種スポーツ中継

東京アナウンス室時代（1度目）
- NHKニュースおはよう日本 （平日スポーツキャスター：2008年度 - 2011年度）
- ラジオニュース（不定期）

名古屋放送局時代
- ほっとイブニング（キャスター：2012年4月 - 2015年3月）
- 衆院選2014 開票速報（東海ローカルパートのキャスター：2014年12月14日 - 15日） - 15日3・4時台の全国の開票結果のパートでも名古屋のスタジオから静岡県を含む東海地方の開票結果を伝えた。
- 東海北陸のニュース
- ニュース845（不定期）

東京アナウンス室時代（2度目）
- Nスペ5min.  戦後70年  ニッポンの肖像  ―政治の模索―  第1回 第2回（ナレーション・2015年7月18日）
- ニュース＆オリンピック（正午ニュースとリオデジャネイロオリンピックハイライト）（12:00 - 12:45） オリンピックパートのキャスター（2016年8月8日 - ）
- NHKニュースおはよう日本（ニュースリーダー・祝日を除く月曜 -金曜）（2015年3月29日 - 2017年3月31日）
  - 関東甲信越のニュース〔6:25 - 6:29〕も兼務
- NHKニュース（午前10時：平日）（2015年3月29日 - 2017年3月31日）
- 正午のニュース（キャスター）（土曜・日曜・祝日）（2017年4月8日 - 2018年4月1日） 
  - 午後1時、午後3時、午後6時のニュース
  - 関東地方のニュース〔12:10 - 12:15〕も兼務
- NHKニュース7
  - ニュースリーダー（土曜・日曜・祝日）（2017年4月8日 - 2018年3月31日）
  - 井上裕貴のサブキャスター代行：（2017年9月2日・3日、9日・10日、16日 - 18日）
- 国会中継（随時）

岡山放送局時代
- もぎたて!（キャスター：2018年4月2日 - 2021年3月26日）
- 岡山県のニュース
- 平成30年7月豪雨特設ニュース（2018年7月7日） - 岡山のスタジオから岡山県内の被害状況を伝えた（全国放送）。

甲府放送局時代
- Newsかいドキ（メインキャスター：2021年3月29日 - 2024年3月22日）
- ラジオ正午ニュース、NHKきょうのニュース
  - 谷地健吾の代理キャスター（2021年8月9日）
  - 野村正育の代理キャスター（2021年8月10日 - 8月13日）
- 各種スポーツ中継（サッカーなど）

ラジオセンター時代